# Reino Unido en los Juegos Olímpicos de Los Ángeles 1932
El Reino Unido estuvo representado en los Juegos Olímpicos de Los Ángeles 1932 por un total de 108 deportistas que compitieron en 10 deportes.  
El portador de la bandera en la ceremonia de apertura fue el atleta David Burghley.

## Medallistas
El equipo olímpico británico obtuvo las siguientes medallas:
| Nombre                                                        | Deporte           | Competición                |
| ------------------------------------------------------------- | ----------------- | -------------------------- |
| Oro                                                           |                   |                            |
| Tommy Hampson                                                 | Atletismo         | 800 m M                    |
| Tommy Green                                                   | Atletismo         | 50 km marcha M             |
| Lewis Clive Hugh Edwards                                      | Remo              | Dos sin timonel (M2-) M    |
| John Badcock Jack Beresford Hugh Edwards Rowland George       | Remo              | Cuatro sin timonel (M4-) M |
| Plata                                                         |                   |                            |
| Jerry Cornes                                                  | Atletismo         | 1500 m M                   |
| Tom Evenson                                                   | Atletismo         | 3000 m obstáculos M        |
| David Burghley Tommy Hampson Godfrey Rampling Crew Stoneley   | Atletismo         | 4 × 100 m M                |
| Sam Ferris                                                    | Atletismo         | Maratón M                  |
| Ernest Chambers Stanley Chambers                              | Ciclismo en pista | Tándem M                   |
| Judy Guinness                                                 | Esgrima           | Florete ind. F             |
| Colin Ratsey Peter Jaffe                                      | Vela              | Star M                     |
| Bronce                                                        |                   |                            |
| Don Finlay                                                    | Atletismo         | 110 m vallas M             |
| Nellie Halstead Eileen Hiscock Gwendoline Porter Violet Webb  | Atletismo         | 4 × 100 m F                |
| William Harvell Charles Holland Ernest Johnson Frank Southall | Ciclismo en pista | Persecución por eqs. M     |
| Valerie Davies                                                | Natación          | 100 m braza F              |
| Joyce Cooper Valerie Davies Edna Hughes Helen Varcoe          | Natación          | 4 × 100 m libre F          |